# Powerhouse (Deep Purple)
Powerhouse è un album di raccolta del gruppo rock britannico Deep Purple, pubblicato nel 1977.

## Tracce
Tutte le tracce sono state scritte da Ritchie Blackmore, Ian Gillan, Roger Glover, Jon Lord e Ian Paice, eccetto dove indicato.
Side 1
1. Painted Horse - 5:19 (outtake from the Who Do We Think We Are sessions in July 1972)
2. Hush (Joe South) - 4:37 (live from the Concerto for Group and Orchestra program in September 1969)
3. Wring That Neck (Blackmore, Lord, Paice, Nick Simper) - 12:51 (live from the Concerto for Group and Orchestra program in September 1969)

Side 2
1. Child in Time (live) - 12:29 (live from the Concerto for Group and Orchestra program in September 1969)
2. Black Night - 4:59 (live single B-side from the Made in Japan dates in August 1972)
3. Cry Free - 3:11 (outtake from the Deep Purple in Rock sessions in January 1970)

## Formazione
- Ian Gillan - voce, armonica
- Ritchie Blackmore - chitarra
- Jon Lord - tastiera
- Roger Glover - basso
- Ian Paice - batteria, percussioni